# Hölzlers (Sigmarszell)
Hölzlers (mundartlich: Heltslərs, dr Hindərberg) ist ein Gemeindeteil der Gemeinde Sigmarszell im bayerisch-schwäbischen Landkreis Lindau (Bodensee).

## Geographie
Der Weiler liegt circa 5,5 Kilometer nordöstlich des Hauptorts Sigmarszell am Kinberg.

## Ortsname
Der Ortsname stammt vom Familiennamen Hölzler und bedeutet (Ansiedlung) des Hölzler.

## Geschichte
Hölzlers wurde erstmals urkundlich im Jahr 1605 als zum Hölzlers erwähnt. 1771 fand die Vereinödung Hölzlers mit vier Teilnehmern statt. Der Ort gehörte einst zum Gericht Simmerberg in der Herrschaft Bregenz.